# Himlakroppar (Cthulhu-mytologin)
Himlakroppar har en framträdande roll i H.P. Lovecrafts och andra Cthulhu-mytologiförfattares litterära verk. Flera av dessa himlakroppar finns i vårt verkliga universum men får ofta ett annat namn och andra karaktäristiska egenskaper i Cthulhu-mytologin.
Lovecraft har skapt många astronomiska platser, men även författarna August Derleth, Ramsey Campbell, Lin Carter, Brian Lumley och Clark Ashton Smith har bidragit till mytologin.

## Himlakropparna i mytologin

### Cykranosh
Cykranosh är planeten Saturnus, som var den stora äldre (Great Old One) Tsathogguas hemvist innan varelsen kom till jorden. Flera av Tsathogguas släktingar, bland andra Hziulquoigmnzhah, vistas fortfarande på planeten.

### Glyu-Uho
Glyu-Uho, även kallad Glyu-Vho eller K'Lu-Vho, är mytologins namn för Betelgeuse i Naacal (enligt språket Mu). Stjärnan är platsen som de uråldriga gudarna (Elder Gods) kom från då de slogs mot de stora äldre. Det sägs även finnas en port på stjärnan. Porten ska leda till Elysia som är dimensionen där de uråldriga gudarna vistas.
Lovecraft använde själv aldrig namnet på stjärnan i sina berättelser men han föreslog namnet till August Derleth.

### Ktynga
Ktynga är en blåaktig komet som för närvarande befinner sig nära stjärnan Arcturus. Kometen är varmare än brukligt och har underliga egenskaper som till exempel att färdas snabbare än ljuset. På kometens yta finns en stor byggnad där Fthaggua och dess tjänare eldvampyrerna (Fire Vampires) vistas. Fthaggua kan styra kometen och kommer att besöka vårt solsystem om 400 år.

### Kynarth
Kynarth är en mystisk himlakropp bortom Yuggoth vid solsystemets kant.

### Kythamil
Kythamil, även Kthymil, består av två systerplaneter som kretsar runt stjärnan Arcturus. Planeterna är platsen varifrån Tsathogguas formlösa yngel (Formless Spawn) härstammar.

### L'gy'hx
L'gy'hx är planeten Uranus.

### Shaggai
Shaggai, även Chag-Hai, var en planet som kretsade runt två gröna solar och var hem för shanerna (The Shan), även kallade insekter från Shaggai (Insects from Shaggai). Planeten förstördes för 800 år sedan, förmodligen av den yttre guden (Outer God) Ghroth.

### Thuggon
Thuggon är en planet där insekterna från Shaggai vistades ett tag. De trodde att planeten var obebodd men när deras slavar började försvinna upptäckte de den fasansfulla sanningen. Kort därefter lämnade de planeten.

### Thyoph
Thyoph är en enorm planet som gick itu och bildade asteroidbältet. Enligt G'harne-fragmenten skedde detta av en avkomma av Azathoth (Seed of Azathoth).

### Tond
Tond är en mystisk planet som tros tillhöra vårt solsystem, men den övervägande teorin placerar planeten i ett tvillingstjärnsystem nära Baalbo (en mörk stjärna) och Yifne (en grön sol). Glaaki tros ha besökt Tond på vägen till Jorden.

### Xiclotl
Xiclotl är en systerplanet till Shaggai. Shanerna erövrade planeten och förslavade dess invånare (en köttätande monsterras). När Shaggai förstördes kom de överlevande shanerna till Xiclotl och vistades på planeten en tid.

### Xoth
Xoth, även Zoth, är den gröna tvådelade stjärnan där den stora äldre Cthulhu och hans likar levde innan de kom till jorden. Det var här som Cthulhu parade sig med Idh-Yaa för att avla Ghatanothoa, Ythogtha, och Zoth-Ommog.
Xoth är även hemvist för Ycnagnnisssz och Zystulzhemgni, och temporärt hem för den senares "make", Ghisguth, och deras avkomma, Tsathoggua. Tsathoggua for senare iväg för att vistas på Yuggoth, vilken varelsen senare flydde från på grund av Cxaxukluths kannibaliska matvanor.
Xoth kan vara stjärnan Sirius eftersom "Xoth" har likheter med "Sothis", som är de gamla egyptiernas namn för stjärnan. Detta är dock inte konsekvent med Clark Ashton Smiths noveller.

### Yaddith
Yaddith är en avlägsen planet som kretsar kring fem solar. Planeten var bebodd av Nug-Soth, en korsning mellan däggdjur och reptiler, för evigheter sedan. Nug-Soths vetenskapsmän sökte ett sätt att hindra dholernas (Dholes) förstörelse av planetens yta, men till ingen nytta. Till slut krossades Nug-Sothernas civilisation av dholerna.

### Yaksh
Yaksh är planeten Neptunus. Den bebos av underliga svampliknande varelser. Hziulquoigmnzhah vistades här ett tag efter att ha flytt från Yuggoth på grund av Cxaxukluth.

### Yekub
Yekub är en planet i en avlägsen galax. Planetens invånare förgjorde allt intelligent liv i sin galax och ville utöka sin makt över hela universum.

### Ylidiomph
Ylidiomph är planeten Jupiter.

### Yuggoth
Yuggoth, även Iukkoth, är dvärgplaneten Pluto. Det kan även vara en enorm planet som kretsar bortom det kända solsystemet.
På Yuggoth har den utomjordiska rasen Mi-Go grundat en koloni. Deras stad ligger vid kanten av en avgrund där en uråldrig och skräckinjagande entitet, som Mi-Go räds, vistas. Cxaxukluth, Tsathoggua med föräldrar, flyttade till Yuggoth från Xoth. Alla utom Cxaxukluth flyttade senare vidare, men Cxaxukluth vistas fortfarande på planeten.